# 질 세인트 존
질 세인트 존(Jill St. John, 1940년 8월 19일 ~ )은 미국의 배우이다.

## 출연 작품
- 노스폴 (2014)
- 더 트립 (2002)
- 본드 걸, 그 영원한 매력 (2002)
- 에이리언의 위장 침투 (1995, Out There)
- 플레이어 (1992)
- 80일간의 세계일주 (1989)
- 더 콘크리트 정글 (1982)
- 액트 (1982)
- 꿈꾸는 낙원 (1978)
- 사랑의 유람선 (1977)
- 007 다이아몬드는 영원히 (1971)
- 토니 로마 (1967)
- 배닝 (1967)
- 배트맨 - 66년 TV 시리즈 (1966)
- 후즈 빈 슬리핑 인 마이 베드? (1963)
- 컴 블로 유어 혼 (1963)
- 텐더 이즈 더 나잇 (1962)
- 로마의 애수 (1961)
- 잃어버린 세계 (1960)